# فل برنچ (تنسی)
فل برنچ(به انگلیسی: Fall Branch) شهری در ایالت تنسی کشور ایالات متحده آمریکا است که جمعیت آن در سرشماری سال ۲۰۱۰ میلادی، ۱٬۲۹۱ نفر بوده‌است.